# Kupres (république serbe de Bosnie)
Pour les articles homonymes, voir Kupres (homonymie).
Kupres (en serbe cryillique : Купрес), encore appelée Kupres Republike Srpske (Купрес Републике Српске) est une municipalité de Bosnie-Herzégovine située dans la république serbe de Bosnie. Selon les premiers résultats du recensement bosnien de 2013, elle compte 320.
Le siège de la municipalité est le village de Novo Selo.

## Histoire
La municipalité de Kupres a été créée après la guerre de Bosnie et à la suite des accords de Dayton sur le territoire de l'ancienne municipalité de Kupres d'avant-guerre.

## Localités

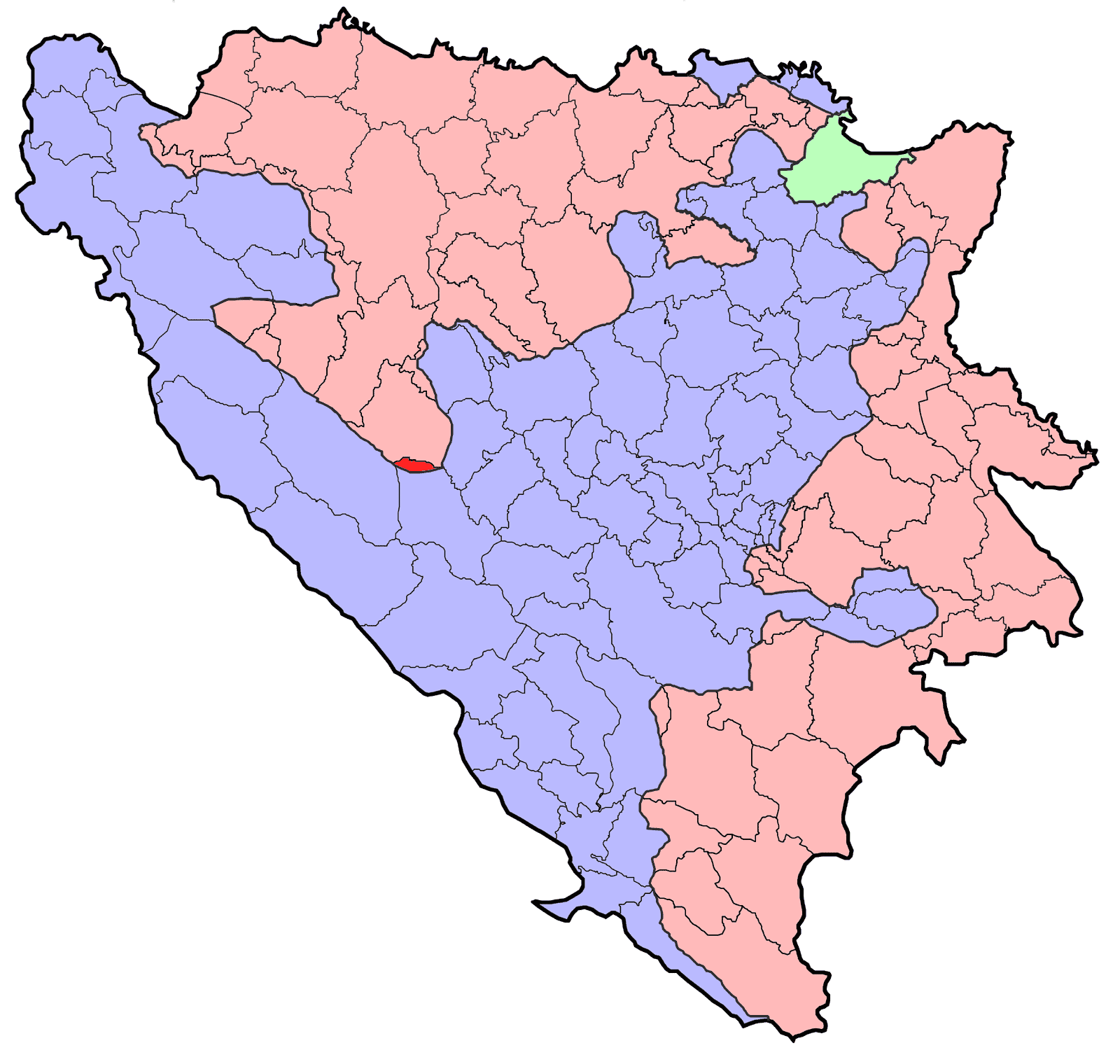
Localisation de la municipalité de Kupres (république serbe de Bosnie) en Bosnie-Herzégovine

La municipalité compte 4 localités : Mrđanovci, Novo Selo, Rastičevo et Šemenovci.

## Politique
À la suite des élections locales de 2012, les 11 sièges de l'assemblée municipale se répartissaient de la manière suivante :
| Parti                                               | Sièges |
| --------------------------------------------------- | ------ |
| Alliance des sociaux-démocrates indépendants (SNSD) | 4      |
| Parti démocratique serbe (SDS)                      | 3      |
| Parti du progrès démocratique (PDP)                 | 2      |
| Alliance démocratique nationale (DNS)               | 1      |
| Parti démocratique national (NDS)                   | 1      |

Risto Milišić, membre de l'Alliance des sociaux-démocrates indépendants (SNSD), a été élu maire de la municipalité.